# 麥拉倫MCL35
麥拉倫MCL35，是2020年一级方程式世界锦标赛麥拉倫车队的比賽用車。由麥拉倫车队在詹姆斯·凯伊指導下设计和制造的一级方程式赛车。
相比MCL34，MCL35有的重大改變，它採用新的空氣動力學設計，提高了效率，並針對雷諾引擎進行了更好的優化。這輛車原本打算只參加2020年賽季，但是由於2020賽季被2019冠状病毒病疫情嚴重中斷2020年所有賽車能在2021年繼續使用。他們製造了升級版的MCL35，麥拉倫MCL35M，用以參加2021年的賽季。同時，車隊在本賽季恢復使用梅赛德斯引擎。
在賽季因 COVID-19 大流行而推遲後，MCL35在2020年奧地利大獎賽上首次亮相。由蘭多·諾里斯和小卡洛斯·塞恩斯駕駛。麥拉倫車隊自2012年以來首次在車隊排行榜中獲得第三名，並在2020年奧地利大獎賽和2020年意大利大獎賽上登上領獎台，同時還獲得了三個最快圈速和一項賽道記錄。
在2021賽季，MCL35M由諾里斯和丹尼尔·里卡多駕駛。更新後的賽車在2021年巴林大獎賽中首次亮相就已經獲得好成績。在整個賽季中，更新後的賽車獲得了兩個最快圈速、一個杆位和五個領獎台。這輛車在意大利大獎賽上取得了麥拉倫自2012 年以來的首場胜利，以及自2010年以來的首次1-2名完成。最後車隊在車隊積分榜上獲得第四名，輸給第三名的法拉利車隊。
MCL35和MCL35M在兩個賽季都很有競爭力。相比2018年，團隊的表現有了相當大的改善，與2014年渦輪混合動力時代開始以來的情況相比，現在麥拉倫通常是第三快的車隊，並且速度明顯接近前兩名。

## 背景資料

### 設計與研發
詹姆斯·凯伊在2019年從紅牛第二車隊加盟，以取代離職的蒂姆·高斯,並成爲MCL35的首席設計師. 2019 年10月，車隊領隊 安德烈亚斯·塞德尔表示MCL34只會有很少部分被轉移到MCL35,目的是減少與前三名車隊的速度差距，在當時仍然超過一秒。諾里斯表示，車隊專注在提高MCL35的轉彎能力。
與MCL34相比MCL35更強調外洗效果(Outwash Effect)——將空氣移動到輪胎周圍而不是輪胎上方——以及更高的後傾角(Rear rake)。前翼也增加了外側負載以獲得最多的下壓力。MCL35具有更薄的前翼尖和更複雜的導流板，前軸和側箱之間有更大的空間，以更好地讓雷諾的引擎冷卻。這輛車採用了更纖薄的側箱輪廓，它的MCL34相比，重新設計的製動管道提高了冷卻能力。凯伊解釋說，MCL35懸架的幾何形狀被重新設計，以納入團隊無法在MCL34上實施的開發，其中包括重新定位上下叉骨元件以影響導流板和底板板上的氣流。
MCL35和MCL35M的成功部分歸功於，設計過程不同於MCL34，令賽車的性能更全面和完整及其相對於競爭對手的性能，而不是單個部件的性能。
與MCL34及其光澤漆面相比，MCL35是第一款採用乙烯基包裹而不是噴漆的麥拉倫賽車， 採用啞光飾面和更多地使用黑色，以減輕汽車的重量並減少為車身上色所需的時間。

### 賽車塗裝
MCL35 及其塗裝最初於 2020 年 2 月亮相，採用麥拉倫公司顔色的木瓜色和藍色。在賽季開幕戰2020年奧地利大獎賽比賽之前，麥拉倫公佈了新的塗裝，他們在側箱和halo上添加了彩虹圖形，以表達對一級方程式的“#WeRaceAsOne”活動的支持。這些改變被一些人解讀為代表LGBT+彩虹旗，但邁凱輪表示，彩虹總體上代表了他們對種族多樣性和基層工人的支持，而不是由於任何特定原因。

### 更換引擎供應商和MCL35M的準備過程
除了小量的更新外，2020年規格的汽車在2021賽季將基本保持不變，用以限制在2019冠状病毒病疫情造成不佳的財務狀況下開發新車可能給車隊帶來的財務壓力。 由於麥拉倫已經簽訂了在2021年使用梅賽德斯引擎的合同，因此他們獲得了特別許可—根據國際汽車聯盟 檢查——他們可以修改底盤以適應新發動機。這一限制使一級方程式賽會在 2021 年的車輛開發中採用了代幣系統。儘管更換了引擎供應商，但麥拉倫並未同時更換變速箱，而是繼續設計和製造自己的變速箱。
凯伊在2020年11月表示，轉換引擎供應商的計劃進展順利，MCL35M的特點是“與今年相比，引擎的形狀需要對架構進行一些更改。但基本上是一樣的。”不過，凯伊也表示，由於FIA的代幣系統，該車的空氣動力學潛力無法發揮到最大,這使得麥拉倫不得不在2020賽季之前完成大部分的底盤升級和一些空氣動力學改變。在休賽季聲明中，凯伊表示，知道車隊在2021年的發展將受到限制“這改變了我們在本 [2020]賽季發展方面的做法。"

## 參賽和發展歷史

### MCL35：2020賽季

#### 季前
在2020賽季開始之前，球隊成功地捍衛了“Best of the rest”的地位–車隊排行榜第四名，僅次於當時領先的三隊：梅赛德斯,法拉利和紅牛–並縮窄與他們的差距。然而在2020年一級方程式季前測試 中，赛点车队，其賽點RP20與 梅賽德斯2019賽季的F1 W10非常相似,與其他中游車隊相比，RP20速度非常快，導致邁凱輪對獲得第四名的機會並不樂觀。儘管如此，塞恩斯表示他對MCL35的表現“非常震驚”，而車隊也對賽車的速度表示滿意。凱伊後來說“我們在冬季測試中並沒有表現出我們真正的速度。”
在麥拉倫退出澳大利亞大獎賽並隨後比賽取消後，賽季受到2019新型冠狀病毒病疫情 的影響而嚴重中斷 ，並且重新組織了賽曆，這將賽季開幕戰推遲了幾個月。
在首站比賽之前Renault表示他們不會為E-Tech 20引擎提供任何升級，因此，MCL35在整個2020賽季都使用了相同規格的引擎，沒有任何的更新。

#### 頭五站
麥拉倫在奧地利大獎賽上使用了新的地板、擴散器和製動管道，以及經過調整的前翼。諾里斯在排位賽獲得第四名，在路易斯·漢米爾頓被罰後晉升至第三名，而塞恩斯則排在第八名。這是自2016年奧地利大獎賽以來麥拉倫車隊的最佳排位賽成績。 在諾里斯在首圈失去位置給漢米爾頓和亚历山大·阿尔本之後，兩輛麥拉倫在餘下的比賽中都留在前十名内。在最後幾圈，漢米爾頓與阿爾本相撞，被罰了5秒。 在第五位的諾里斯需要將自己與漢密爾頓（第二位）的差距縮小到五秒以下才能進入前三位，他超越了沙治奧·佩雷斯 並在比賽的最後一圈創造了他的第一個最快圈速，並首次登上一級方程式領獎台。塞恩斯在超越佩雷斯之後獲得第五名。這是麥拉倫在2019年巴西大獎賽之後的三場比賽中的第二個領獎台，與之前118場比賽的頒獎台荒形成鮮明對比。結果使麥拉倫在車隊排行榜中中排名第二，僅次於梅賽德斯，諾里斯在車手排行榜中排名第三，塞恩斯排名第五。在2021年發表的一篇關於車隊戰術的文章中表示，諾里斯有可能登上領獎台，因為“完美”的連續進站讓他能夠利用漢米爾頓的懲罰。
麥拉倫在施蒂里亞大獎賽 期間使用了新的擾流板設計。塞恩斯排位賽排名第三，這是自2014年以來麥拉倫最好的排位位置。諾里斯排位獲得第六名，但在自由練習時受到處罰後被降至第九名。諾里斯在最後一圈超越了兩位賽點車手，獲得第五名，而塞恩斯以第九名完賽，創造了最快圈速和新賽道記錄，截至2021年奧地利大獎賽記錄仍然保持不變。塞恩斯在車手排行榜中跌至第七位。
麥拉倫使用了新的發動機罩和 T 翼 匈牙利大獎賽期間的設計。諾里斯排在第八名，塞恩斯排在第九名。兩位車手在第四圈更換輪胎時失去了位置，因爲在維修區被堵塞。諾里斯以第十三名完賽。塞恩斯獲得第十名，後來在哈斯車隊車手凱文·馬格努森 被罰後晉升至第九名。諾里斯在 車手排行榜中跌至第四，塞恩斯跌至第九，而車隊在車隊排行榜中被紅牛車隊超越。
在2020年英國大獎賽 上，麥拉倫移除了 T 翼，並將發動機罩設計恢復到匈牙利之前的版本，同時使用了新的前翼、尾翼和地板設計。諾里斯和塞恩斯在排位分別獲得第五和第七名，到最後幾圈，塞恩斯的一次爆胎讓他跌至第十四位。在阿爾法羅密歐車手安東尼奧·焦維納齊受罰後，他的排名被提升到第13位，而諾里斯獲得第五名。塞恩斯在車手排行榜中跌至第十位。
接下來的一周的70周年大獎賽，諾里斯排位獲得第十名，塞恩斯獲得第十三名，後者是麥拉倫車隊第一次未能進入2020年排位賽最後階段（Q3）。塞恩斯後來說，車隊在第三次練習中發現了過熱問題，為了能夠完成比賽，賽車必須進行車身改動，這會影響他的排位賽速度。 在比賽中，塞恩斯的進站因換胎氣槍故障而受到影響。兩位車手都將輪胎管理視為他們的主要挑戰，諾里斯和塞恩斯分別獲得第九和第十三名。麥拉倫在 車隊排行榜中被法拉利超越，落後法拉利 兩分。與此同時，諾里斯在被勒克萊爾超越後在車手排行榜中跌至第五位，而塞恩斯則被埃斯特班·奧康超越，從第十位降至第十一位。

#### 餘下的歐洲賽站
在西班牙大獎賽上，塞恩斯的MCL35繼續遇到冷卻問題，並獲得了新的底盤。當這未能解決問題時，車隊就會更換引擎；麥拉倫後來表示該問題與底板無關。這是MCL35的第一次更換引擎，並成功解決了該問題。塞恩斯和諾里斯分別在排位賽獲得第七和第八名，但車隊擔心比賽期間的高溫會對賽車造成影響。儘管如此，塞恩斯還是以第六名完賽，諾里斯以第十名完賽。球隊在車隊排行榜中保持第四名，諾里斯在車手排行榜中下降至第七名，塞恩斯則上升至第九名。在車隊排行榜中已經獲得62分後，他們在六場比賽中與2018年的總分持平。儘管在季前測試期間對RP20的速度優勢感到擔憂，但麥拉倫對賽車的性能變得更加自信，塞德爾表示車隊可以爭取車隊排行榜的第三名。
麥拉倫在比利時大獎賽上安裝了新的尾翼和後製動導管，以及一個新的bargeboard。在自由練習期間，該團隊測試了符合2021年法規的新地板和擴散器（與2020法規相比，空氣動力學部件更少且更薄）。塞恩斯排在第七位，諾里斯則排在第十位。排位賽結束後，塞恩斯對比賽時可能會下雨表示擔憂，稱這輛車的下壓力較低，如果在大獎賽期間下雨，麥拉倫將陷入困境。塞恩斯雷諾引擎在賽前損壞了右排氣管後無法開始比賽，導致麥拉倫在2020年首次未能完成比賽。 諾里斯爬升了三位，獲得第七名。結果意味著諾里斯在車手排行榜中超越蘭斯·斯托爾獲得第六名，而塞恩斯再次跌至第十一名。麥拉倫在車手排行榜中從賽點車隊手中奪回了第三名。
MCL35為2020年意大利大獎賽配備了低下壓力前後翼板。由於傳感器問題，諾里斯錯過了第二次自由練習的大部分時間。意大利大獎賽也是國際汽聯實施禁止排位賽引擎模式的開始塞恩斯排在第三位，諾里斯排在第六位。 塞恩斯和諾里斯都成功在第一圈提升位置，分別以第二和第三結束第一圈，他們一直保持位置直到第一輛安全車出場。在馬格努森和勒克萊爾造成的黃旗和紅旗之後，麥拉倫車隊的兩位車手在第七和第八重新開始了比賽。諾里斯獲得第四名，而塞恩斯試圖追上皮埃爾·加斯利，並在最後一圈將差距縮小到 0.415 秒。這是塞恩斯職業生涯第二次登上領獎台，也是麥拉倫本賽季第二次登上領獎台。塞德爾表示在本場比賽，麥拉倫是僅次於梅賽德斯的第二快的車隊；如果比賽不那麼混亂，車隊將獲得第二和第三名。塞恩斯後來將勒克萊爾撞車造所造成的紅旗列為他只能拿到第二名的原因，他說如果沒有紅旗讓本來排在他前面的車手能夠換胎，他本來可以奪冠的。 艾法托利車隊負責人弗朗茨·托斯特後來說，艾法托利車隊決定在他們的艾法托利AT01上施加更高的下壓力，從而在第二賽段中為加斯利帶來優勢，這讓他能夠在比賽的最後幾圈阻止塞恩斯超越他。諾里斯還稱，紅旗及其給斯托爾帶來的優勢是他無法奪回第三名的原因。這場比賽取得了麥拉倫自 2014年以來的最佳成績，並擴大了他們在車隊排行榜中第三名的領先優勢，而諾里斯將在車手排行榜中獲得第五名，塞恩斯則獲得第九名。在2021年發表的一篇關於戰術的文章中，麥拉倫表示，“如果我們不在安全車下進站，而是在比賽因紅旗暫時停止時更換輪胎，車隊本可以獲勝”，但車隊總監體育和戰略蘭迪辛格說球隊“在正確的時間做出了正確的決定。"

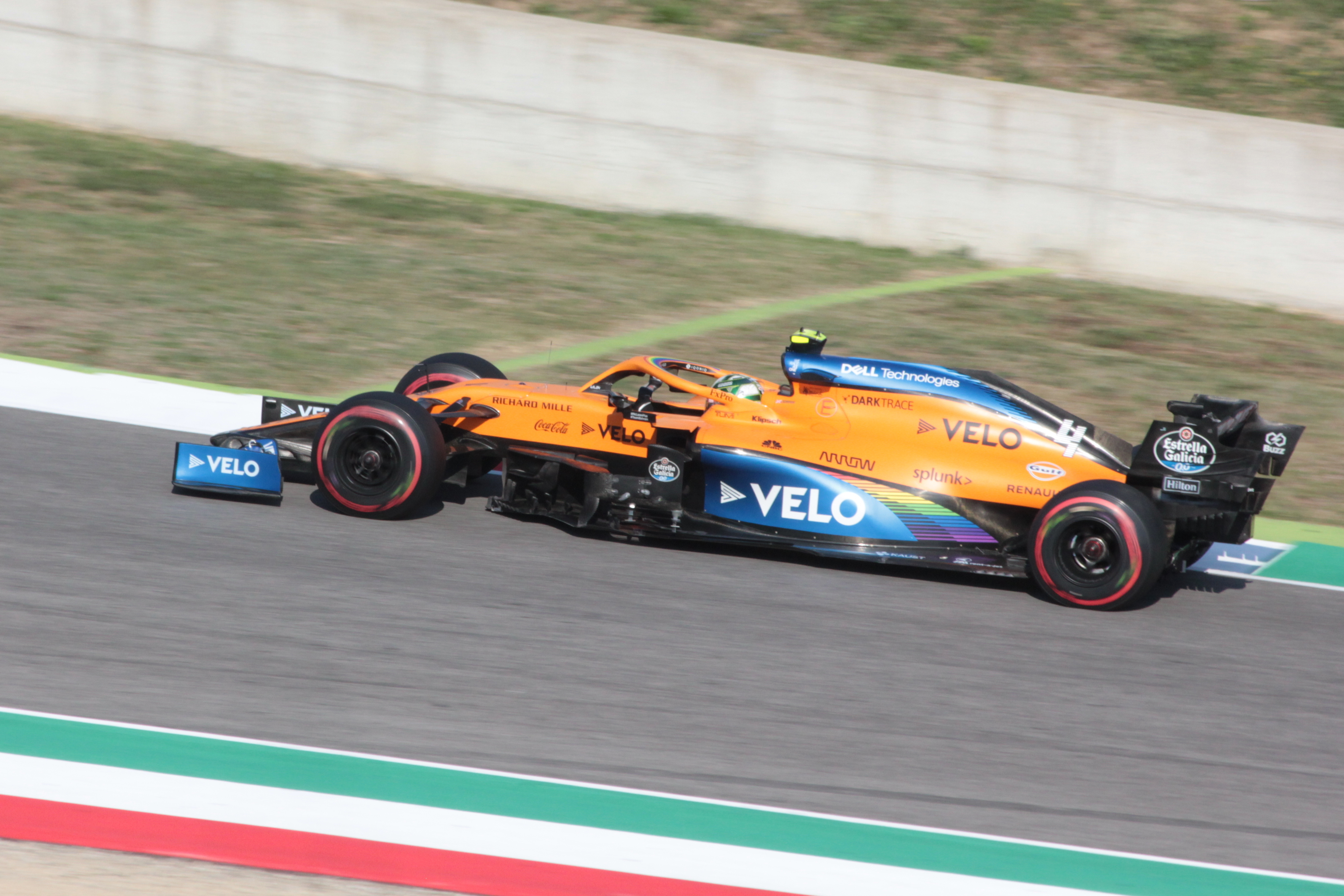
諾里斯在2020年托斯卡納大獎賽。

在第一次自由練習賽中，麥拉倫測試了一個打算在本賽季晚些時候比賽的新車鼻，以便將其應用於2021年的底盤。在第二次自由練習賽結束後，塞恩斯評論說該車缺乏尾部穩定性，但通過正確的改動，它的“性能可以大大提高”。塞恩斯排在第9位，諾里斯排在第11位，這是2020年第一次，後者沒有進入Q3。兩位車手都解釋說，MCL35對風非常敏感，尤其是順風，但與練習賽相比，對賽車的性能感到滿意。比賽期間，斯托爾在開場一圈與塞恩斯相撞，導致他打滑。然後他被塞巴斯蒂安·維特爾撞中，但與維特爾不同的是，塞恩斯的車沒有損壞。安全車重新啟動後，在焦維納兹與突然減速的威廉士車隊的尼古拉斯·拉提菲和馬格努森，觸發了比賽的第一個紅旗。塞恩斯成為麥拉倫2020賽季第一個退賽的車手。諾里斯以第六名完賽。麥拉倫在車隊排行榜中保持第三名，諾里斯在車手排行榜中排名第四，而塞恩斯則跌至第十一名。在這場比賽結束時，邁凱輪在9場大獎賽中得分超過100分，比2019年的16場比賽要快得多。賽后，麥拉倫的生產總監皮爾斯·泰恩（Piers Thynne）表示，在比賽中，車隊“失去了重要的部分”。
在俄羅斯大獎賽上，麥拉倫的MCL35配備了新的前翼子板，並繼續測試上一場比賽引入的新前翼頭設計。在托斯卡納大獎賽後，塞恩斯回到了他在西班牙大獎賽之前使用的底盤。在第一次自由練習賽中，塞恩斯在七號彎打滑並在尾翼受損後觸發了虛擬安全車。 塞恩斯和諾里斯分別在排位賽獲得第六和第八名。當被問及他在排位賽中從自由練習賽第三名下降到第六名時，塞恩斯在排位賽后解釋說，車隊再次遇到了MCL35的風敏感性問題。塞德爾還表示，新前翼頭“實際上並沒有帶來任何進步”，但在上一場比賽和自由練習中發生事故後，車隊“目前零件數量非常有限”；新前翼頭將成為下一場比賽中引入的未來升級包的一部分。 兩輛MCL35的起步都很糟糕。在第二個轉彎處，塞恩斯跑出賽道並“誤判了[他]在指示柱周圍的進入速度”試圖重新加入賽道，與牆壁相撞並退出比賽。諾里斯被迫碾過塞恩斯賽車上的碎片，導致轉向問題，影響了他在接下來的比賽中的表現。諾里斯在安全車期間進站，但他的硬胎並沒有像希望的那樣持續整個比賽距離；迫使他再次進站並讓他掉出積分區。麥拉倫表示，這樣做是因為諾里斯已經有可能因為老化的輪胎而掉出積分區，因此打算從其他車隊手中奪走最快圈速。 這是麥拉倫自2019年墨西哥大獎賽以來的第一場零分比賽，結束了12場比賽的連續得分，也是該車隊在2020年唯一一場零分比賽。
邁凱輪在2020年艾费尔大奖赛之前宣布，其餘的空氣動力學升級將在那場比賽中安裝在賽車上。後來澄清只有塞恩斯才會安裝新的更新，之所以做出這樣的決定，是因為自由練習一和二被取消，比較新舊空氣動力學套裝的機會有限。諾里斯在排位賽獲得第八名，塞恩斯獲得第十名， 塞恩斯說他對更新不滿意。麥拉倫將塞恩斯的掙扎歸咎於前兩次的自由練習賽被取消，並表示沒有為賽道而正確設置賽車。儘管在一夜之間安裝了新的引擎，諾里斯在他的雷諾引擎出現問題之前排名第三，其後出現問題並下降了幾個位置，直到他被迫退賽，並觸發了安全車。塞恩斯在第五名完賽。麥拉倫在車隊排行榜中落後賽點車隊，排名第四；而諾里斯在車手排行榜中跌至第六。
車隊在葡萄牙大獎賽上繼續研發新的空氣動力學套件，並對賽車進行了額外升級。車隊選擇在MCL35上換上新的前翼鼻箱，將其餘的升級推遲到未來的比賽。儘管在排位賽中，存在更多風敏感性的問題，塞恩斯排在第七位，諾里斯排在第八位。兩輛麥拉倫都在首圈提升位置，塞恩斯從第二圈到第五圈獲得領先，諾里斯上升到第四。 這一早期優勢部分歸因於MCL35將軟胎帶入操作窗口的速度。然而，隨著中型輪胎進入其操作窗口並啟用減阻系統，兩輛麥拉倫都開始下跌位置。斯托爾試圖超越諾里斯，但在彎心轉向他，這對兩輛車都造成損壞，諾里斯在進站後降到倒數第二位。塞恩斯因爲輪胎顆粒化而表現掙扎，但他仍能以第六位完賽，諾里斯則以第十三位。 邁凱輪在車隊排行榜中保持第四名，諾里斯在車手排行榜中下降至第七名，而塞恩斯則上升至第十名。
諾里斯和塞恩斯分別在艾米利亚-罗马涅大奖赛排位賽中獲得第九和第十名。塞恩斯以第七完賽，諾里斯排名第八完賽，塞恩斯說，艾爾本在他面前打滑後的迴避動作阻止了他在最後幾圈進攻前面的車手。麥拉倫在車隊排行榜中與賽點車隊分數上相同，但均被雷諾超越。塞恩斯在車手排行榜中上升到第八名。塞德爾表示車隊的比賽受到發車位置的限制，而諾里斯則表示車隊仍有競爭力，但運氣不佳。

#### 尾四站
MCL35上的幾個組件經過重新設計，以適應土耳其大獎賽的高負載特性。 在第一次練習賽中，塞恩斯的動力裝置的電子設備出現問題，觸發了虛擬安全車，導致他錯過了大部分練習。諾里斯和塞恩斯原本分別排在第11位和第13位。 然而，諾里斯因違反黃旗規則而被罰退五位，裁判說“Car 4 在賽道出現了雙黃旗時，仍然嘗試做單圈時間，因此違反了規定。"塞恩斯因阻礙佩雷斯被罰退三位，塞恩斯表示，部分原因是天氣狀況。塞恩斯最後以第五完賽，諾里斯則以第八完賽，而後者也創造了比賽的最快圈速。塞恩斯在車手排行榜中超越諾里斯獲得第七名。結果意味著他們在本賽季拿到中超過2019 年的145個車隊積分榜積分，在14場比賽中獲得了149分。
麥拉倫在巴林大獎賽上利用了部分自由練習，繼續使用2021年的地板和擴散器進行測試。 諾里斯說他對這輛車缺乏信心，他說：“我今天整個人都沒有自信[...]只是因為它在風中相當棘手，儘管風不是很大。"在排位賽的第二部分（Q2）中，塞恩斯的尾軸由於尾剎車失靈而鎖死，提前結束了他的排位賽，並限制了他對比賽輪胎的選擇。諾里斯在排位賽中獲得第九名，塞恩斯獲得第十五名。諾里斯最終在比賽中獲得第四名，塞恩斯獲得第五名，這意味著麥拉倫在兩輛賽點賽車退賽後以17分的優勢在車隊排行榜中重新獲得第三名。諾里斯在車手排行榜中超越塞恩斯獲得第七名。
塞恩斯在薩基爾大獎賽（也在巴林國際賽道舉行，但佈局不同）之前預測，選擇正確的設置——尤其是下壓力水平——將會很難做到。麥拉倫最終以產生較低下壓力的空氣動力學套件套用到MCL35，包括“勺形”尾翼。在第二次練習賽中，塞恩斯的變速箱出現問題，中斷了他的跑步。諾里斯在路邊損壞了他的MCL35的地板，然後遇到了電源問題。兩位車手都對他們與前一周相比明顯的速度下降表示驚訝。 塞恩斯排位賽得到第八，他說這是“我們的車能做到的極限”，而諾里斯則排在第十五位，他將其歸因於糟糕的暖胎圈和他自己的錯誤.諾里斯在更換了他的內燃機和渦輪增壓器後被要求從第19位發車，因爲這超出了他的部件限制。 正賽中，塞恩斯開局不錯，在第一圈結束時升上第三名，並短暫挑戰第二名：梅賽德斯的瓦尔特里·博塔斯。然而，在塞恩斯第二次進站後不久，一輛安全車讓在他進站後超越他的對手獲得了優勢。比賽重新開始時，塞恩斯超越博塔斯而獲得第四名。諾里斯在最後一圈被喬治·羅素的梅賽德斯超越後以第十名完賽，並表示他缺乏挑戰更高位置的速度，他將其歸因於MCL35被擾流影響而表現掙扎。在賽點車隊以第一和第三位完賽後之後，麥拉倫在車隊排行榜中跌至第四，艾爾本在車手排行榜中超越諾里斯獲得第八，而塞恩斯則獲得第七。
諾里斯在阿布扎比大獎賽排位賽中獲得第四名，塞恩斯第六名。諾里斯說，他對自己和杆位維斯塔潘的時間之間的微小差距感到驚訝，只有0.251秒，他稱這是他今年最好的單圈。最終，諾里斯以第五名完賽，塞恩斯以第六名完賽，得分足以在車隊排行榜中獲得第三名，奪得2020年車隊世界季軍，這是麥拉倫自2012年賽季以來的最佳成績。塞恩斯在最終的車手排行榜中排名第六，而諾里斯本賽季排名第九。車隊後來稱這場比賽在戰術上“很可能是我們今年最順利的”。
麥拉倫沒有參加季后年輕車手測試，使得阿布扎比大獎賽成為MCL35出賽的最後一站。

#### 評價和特色
儘管在車隊排行榜中獲得第三名，但MCL35很少是速度第三快的賽車，並且通常被賽點車隊的賽點RP20和雷諾車隊的R.S.20超越。記者勞倫斯·巴雷托(Lawrence Barretto)將評價這款車為“缺乏下壓力、缺乏低速平衡並且順風情況下表現不佳”，但也表示“整體表現好，在高速彎有關鍵優勢”，並指出塞恩斯在葡萄牙的首圈表現證明了MCL35在寒冷天氣下的能力。 麥拉倫後來將該車的風敏度標記為“MCL35的阿葛琉斯之踵(弱點)”。總體而言，麥拉倫在2020年的大部分退賽並不是因為賽車或車手犯錯；通常退賽是由於其他車手或雷諾E-Tech 20引擎問題引起的事故。
記者大衛·特里梅恩將MCL35描述為“穩定的得分手”，這一特點使麥拉倫在競爭車隊排行榜第三名時保持競爭力。巴雷托做出了類似的評估，稱MCL35允許其車手“更穩定地取得好成績——這是雷諾或賽點車隊無法複製的。"
在回顧2020賽季時，麥拉倫體育總監安德烈亚·斯特拉表示，該車在賽季初期的表現讓車隊“非常有競爭力並且處於中場的前列”，但這優勢在賽季後半段沒有保持，而凱伊說：“某些賽道和環境，特別是在賽季後半段，沒有發揮出我們的優勢。" 將 MCL35 與 MCL34 進行比較，凱伊表示該團隊“在解決 [MCL34的]弱點方面僅取得了大約50%的成功”，但“這輛車並沒有什麼因素阻止我們這樣做[改進汽車]。主要是與空氣動力有關，有一些設置方面的問題。"

### MCL35M: 2021賽季

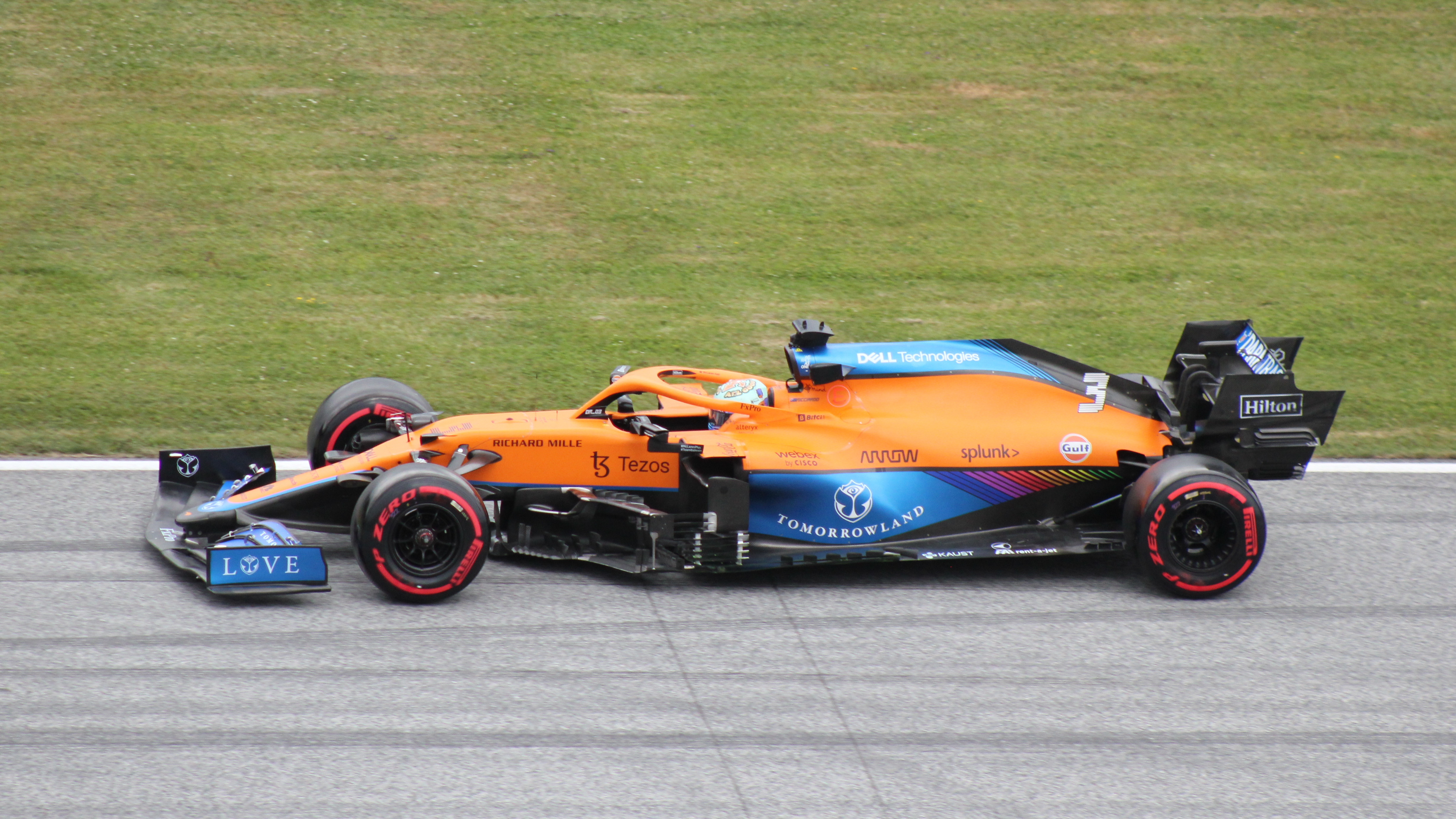
里卡多在2021年奧地利大獎賽練習中。

#### 從MCL35到MCL35M的發展
由於國際汽聯對2021年研發施加的限制而推出代幣系統，MCL35M的大部分空氣動力學變化都是在2021賽季引入的。麥拉倫“對MCL35的某些區域進行了大幅重新設計”，以適應2021年降低賽車整體下壓力的法規，以及改用梅賽德斯動力裝置而需要重新設計液壓系統，冷卻系統、電子系統、用於空氣和流體的管道以及控制箱。這些變化因爲M12和E-Tech2有不同的佈局，梅賽德斯引擎的渦輪和壓氣機在不同地點： E-Tech 20的渦輪和壓氣機都位於引擎的後部，而M12將壓氣機置於前部，將渦輪置於後部，以實現更大、更高效的動力單元。MCL35M還引入了新的變速箱，有麥拉倫繼續獨立開發這個新的變速箱需要延長賽車的轴距。
凱伊將MCL35M描述為“類似於一輛全新的賽車”。
底盤的後端和變速箱外殼發生了顯著變化，因此由於賽車架構的變化，麥拉倫是唯一需要重新檢查底盤的車隊。MCL35M 於 2020年12月通過了FIA碰撞測試。
凱伊確定了MCL35M需要改進的兩個領域：低速轉彎性能和風敏感度，這是MCL35難以解決的兩個領域。生產總監皮爾斯·泰恩（Piers Thynne）表示，“MCL35M上的新零件數量與我們製造 MCL35時的數量大致相同”，這意味著“基本上，我們一直在製造一輛新車”。但是，變速箱內部部件沒有改變，一些懸掛部件也沒有改變。
MCL35M的進氣口與MCL35相比發生了顯著變化，變成與梅賽德斯賽車相似的更傳統的設計。側箱還採用了更傾斜的設計，以便將空氣傾倒到地板和擴散器中，以產生更大的下壓力並抵消2021年技術規則減少下壓力的影響。
MCL35M的擴散器是季前測試期間討論的焦點，因為該車的擴散器條似乎比2021年規則允許的長得多。通過將內側板條連接到汽車地板上，團隊可以使用更大的擴散器。凱伊說，他很驚訝沒有其他團隊實施這種解決方法，但將其描述為更大的空氣動力學概念的一部分，並且不希望它被複製或持續存在爭議。在對2021年研發的回顧中，記者和技術分析師馬克·休斯和Giorgio Piola稱麥拉倫的擴散器是本賽季“最原始”的創新。

#### 2021賽車塗裝
與其他梅賽德斯的客戶車隊不同，麥拉倫選擇不在2021年的塗裝中加入任何梅賽德斯品牌，這與以雷諾品牌為特色的MCL35形成鮮明對比。除了移除MCL35 halo上的“#WeRaceAsOne”圖形（但保留了側箱圖形）之外，MCL35M的塗裝基本保持不變。
在2021年摩納哥大獎賽，麥拉倫獲得了FIA和一級方程式賽車的特別許可，可以使用一次性的海灣石油塗裝（淺藍色塗裝，帶有橙色條紋，許多由海灣石油贊助的球隊都採用）。該塗裝還應用於車手工作服和車隊制服，兩位車手都為大獎賽使用了新的頭盔設計。
該團隊在阿布扎比大獎賽上與Vuse合作，推出了第二個一次性塗裝，使用了當地藝術家 Rabab Tantawy 的作品。

#### 季前
在2020賽季結束後，塞德爾表示他不相信麥拉倫可以在2021賽季直接與梅賽德斯和紅牛（在 2020 年車隊錦標賽中分別獲得第一和第二名）競爭，而車隊將轉而努力減少與他們在的速度差距。布朗說，更具競爭力的中游競爭意味著麥拉倫“可能會更接近梅賽德斯 [...] 也可能錦標賽中滑落至第五”。當被問及邁凱輪是否有可能在 2021 賽季更頻繁地登上領獎台時，諾里斯說“這想太多了吧！”，“梅賽德斯引擎和車尾是向前邁出的一大步，但它不會解決所有問題。我們不能在每場比賽中都登上領獎台。"
梅賽德斯AMG高性能動力總成董事總經理 Hywel Thomas 表示，他們“在動力裝置方面遇到了一些問題”，主要是由於動力計的使用受到限制，但相信這些問題將會在賽季初解決。他宣布梅賽德斯將不會對2021年的引擎進行任何升級，這意味著MCL35M需要在整個賽季都使用了相同規格的發動機。凱伊說，麥拉倫在自己的測功機測試中沒有遇到這些問題。
MCL35M於2021年2月16日在銀石賽道的拍攝日進行了第一次調整。
麥拉倫在季前測試（在巴林國際賽車場舉行）中很快，在沒有任何重大可靠性問題的情況下設置了幾個最快圈速。諾里斯說測試“進展順利”，團隊“可能比去年更有信心”

#### 季初
兩位車手在2021年巴林大獎賽的自由練習中表現很好，但表示他們對MCL35M的操控性和平衡性不滿意，並預計車隊會在排位賽和比賽比梅賽德斯和紅牛慢，更接近中游的其他車隊。里卡多和諾里斯分別在排位賽獲得第六和第七名。在比賽中，諾里斯在開場圈就超過了里卡多和勒克萊爾，並保持在第四名的位置。里卡多掙扎于輪胎溫度作並以第七名完賽里卡多表現欠佳後來被歸咎於在開場幾圈被加斯利撞到後，他的賽車底板受損。結果使麥拉倫在車隊排行榜中排名第三，僅次於紅牛，領先於法拉利，諾里斯排名第四，里卡多在車手排行榜排名第七。
里卡多在艾米利亚-罗马涅大奖赛排位賽中獲得第六名，諾里斯第七名，結果讓諾里斯感到失望，因為他的最後一圈排位賽是第三快的，但因超出賽道邊界而被罰。在濕滑的正賽中，車隊指令被用來讓諾里斯在比賽初期超越里卡多，因為後者繼續在速度上掙扎。諾里斯在最後幾圈與漢米爾頓纏鬥中輸給了他，獲得了第三名，而里卡多則獲得了第六名。麥拉倫在車隊排行榜中保持第三，諾里斯在車手排行榜中上升到第三，里卡多保持在第七。賽德爾後來說，車隊很高興MCL35M底盤在前兩場比賽中均未遭受明顯損壞，這將有助於確保麥拉倫在本賽季保持在预算帽內。
諾里斯和里卡多分別在葡萄牙大獎賽獲得了排位賽的第七名和第十六名。里卡多在第一個排位賽階段（Q1）被淘汰，這是麥拉倫自2019年巴西大獎賽以來的第一次。在比賽中，諾里斯獲得第五名，而里卡多則恢復到第九名。這場比賽之後，麥拉倫是唯一一支在本賽季每場比賽中兩位車手都得分的車隊。
車隊在西班牙大獎賽使用了新 T 翼並為MCL35M換上了新的前翼和地板。新的前翼經過優化以適應更高的下壓力配置，而麥拉倫成為第八支實施 Z 形底板切口的車隊。升級的整體效果是降低了賽車的俯仰敏感度。里卡多排在第七位，並表示他對配備新更新的MCL35M更有信心。諾里斯排位賽排名第9，他對這一結果感到失望，因為他在Q1被哈斯車手尼基塔·马泽平阻礙並且不得不使用一套額外的軟胎，從而限制了他在Q3可以進行的快圈。諾里斯在他的第一個Q3圈在八號彎和九號彎跑偏後造成的地板損壞令他表現更差。里卡多以第六名完賽，諾里斯以第八名完賽，賽德爾表示，鑑於在巴塞罗那-加泰罗尼亚赛道上超車的難度，他對賽果感到滿意。在車手排行榜中，諾里斯被博塔斯超越，跌至第四名。
MCL35M在摩納哥大獎賽用上一次性的海灣塗裝(見§ 2021賽車塗裝).諾里斯排位賽獲得第五名，但里卡多在Q2被淘汰出局，排在第十二名。里卡多說MCL35M的操作窗口比他駕駛其他賽車的要小，這令他掙扎。在比賽中，在勒克萊爾沒法出賽、博塔斯退賽后，諾里斯與佩雷斯纏鬥以捍衛了自己的位置。最後以第三名完賽。里卡多在比賽開始時失去位置，最終被諾里斯套圈並以第十二名完賽。這是自2020年葡萄牙大獎賽以來麥拉倫車隊首次有車手在前十之外完賽，並終結了麥拉倫車隊在2021年每場比賽中兩位車手都得分的紀錄。車隊保住了車隊排行榜的第三名，但他們與法拉利的領先優勢被縮小到僅領先兩分。諾里斯在車手排行榜中重新上升至第三名，而里卡多則跌至第八名。
排位賽被許多黃旗和紅旗打斷，諾里斯在阿塞拜疆大獎賽排位賽中獲得第六名而里卡多第十三名，後者在排位賽中撞墻。諾里斯因違反紅旗規則而被罰退三位，並以第九名開始比賽。諾里斯起步不佳，跌至第十二，但兩位車手都避免了賽道上發生的事故，並一路攀升至第五和第九位完賽。諾里斯在車手排行榜中被分站冠軍佩雷斯超越，而里卡多在被上領獎台的加斯利和維特爾超越，跌至第十位。車隊在車隊排行榜中被法拉利超越，跌至第四位。

#### 季中
MCL35M在法國大獎賽上採用了新的尾翼端板，採用水平百葉窗式而不是垂直條板，以更好地控制汽車尾部的湍流。升級還包括一個新的、更薄的發動機罩，並引入了“Horn”(安裝在汽車前部，就在halo前面的散熱片)，以重新引導賽車頂部的氣流。諾里斯排位賽獲得第八名，里卡多第十名。諾里斯開局不佳，跌至第十名，但最終以第五名完賽；里卡多以第六名賽。麥拉倫在車隊排行榜中重新獲得第三名，因為法拉利在他們的車上遇到了輪胎退化問題，而里卡多在車手排行榜中上升到第九名。
在施蒂利亚大奖赛排位賽上，諾里斯獲得第四名，但由於博塔斯被罰而提升到第三名，而里卡多則獲得第十三名。諾里斯讓佩雷斯和博塔斯在開場幾圈超越他，因為麥拉倫不相信MCL35M有足夠的速度保持於領先紅牛和梅賽德斯賽車的位置，並最終獲得第五名。里卡多在比賽開始時賺取了四個位置，直到他遇到動力裝置問題並跌至第十二位。雖然問題得到了解決，但里卡多還是只以第13名完賽。

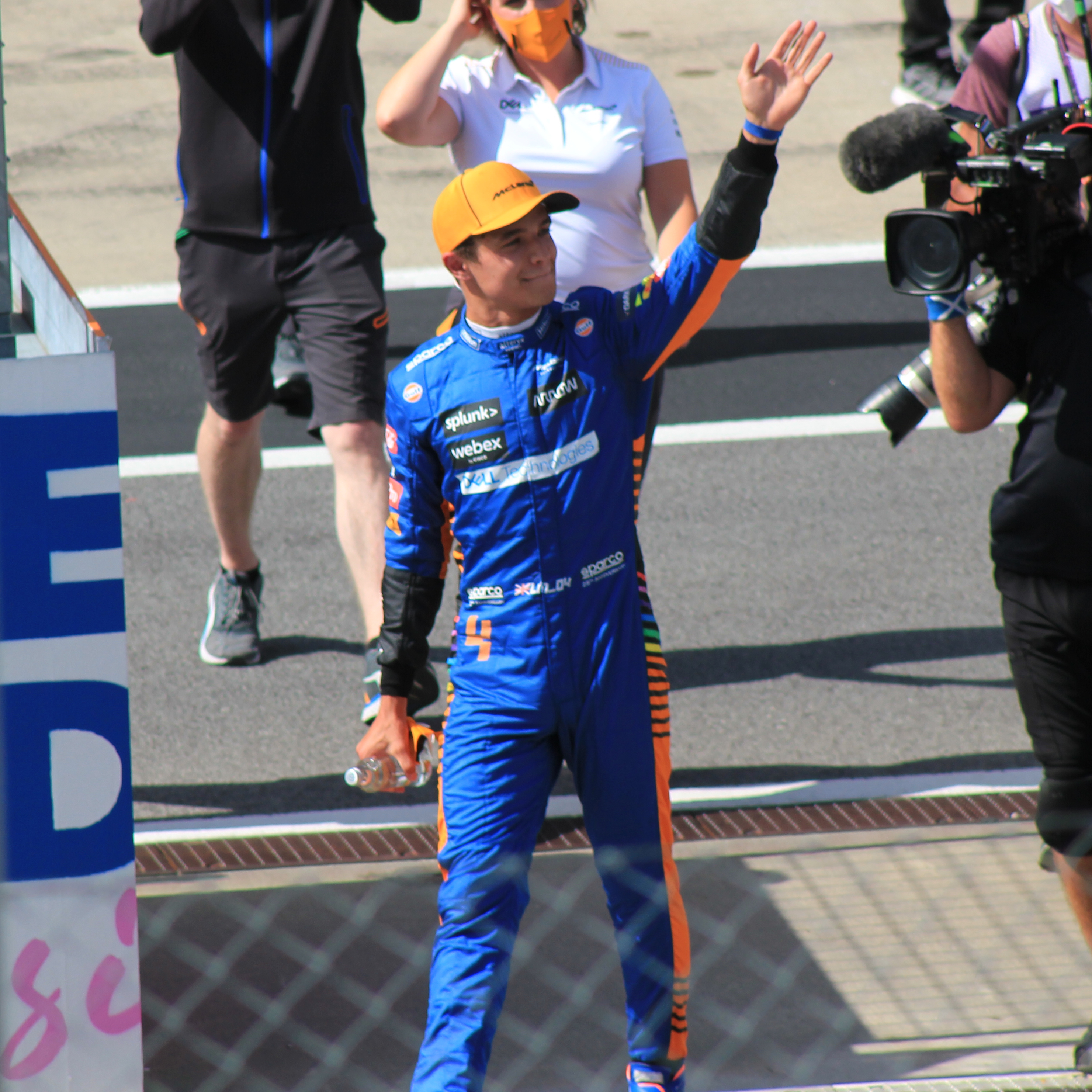
諾里斯在奧地利大獎賽排位賽獲得第二名,這是他當時的職業生涯最佳發車位置和麥拉倫自以來的最佳發車位置，並連續第二年登上領獎台。

該車在奧地利大獎賽（也在紅牛環賽道舉行）配備了新地板和在Z 形切口附近額外的導向葉片，並且切口的面積減小了。諾里斯在比賽中獲得第二名，比杆位選手維斯塔潘的時間只慢 0.048 秒，並且在排位賽中比兩輛梅賽德斯賽車快——這是自2012年以來麥拉倫車隊首次在排在前排，以及諾里斯職業生涯最好的排位賽成績.里卡多排位賽第十三。諾里斯在前 20 圈保持位置，並因迫使佩雷斯跑偏而被罰5秒。罰秒在諾里斯進站時進行，他在第52圈超越漢米爾頓獲得第三名，並在2021賽季第三次登上領獎台。塞德爾和諾里斯都表示，如果他們沒有被罰，他們相信他本可以挑戰第二名。里卡多以第七名完賽，並在車手排行榜中上升到第八名。

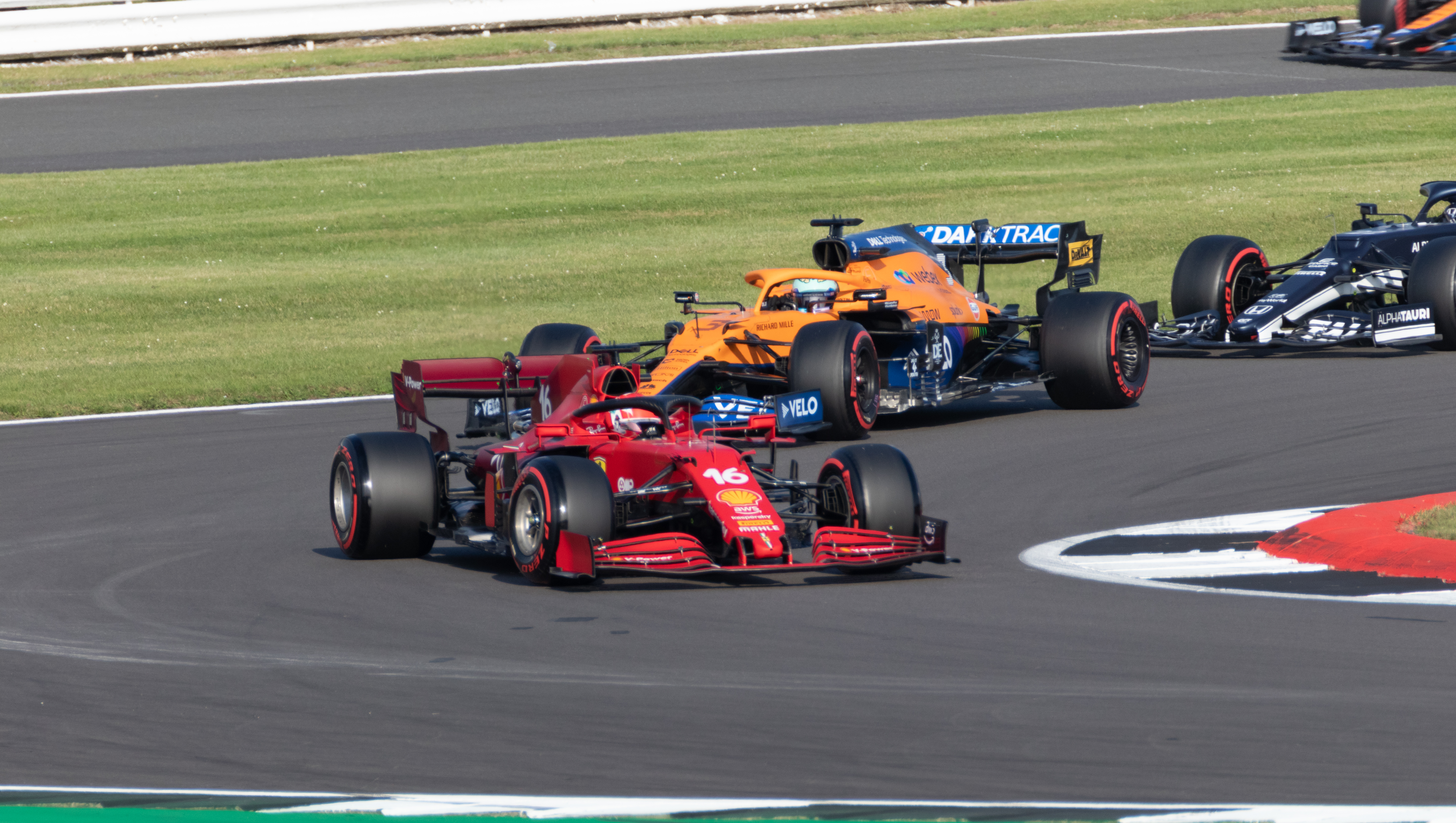
在2021年英國大獎賽期間，丹尼尔·里卡多追趕夏尔·勒克莱尔的法拉利SF21，角田裕毅的艾法托利AT02緊隨其後。

在英國大獎賽的一級方程式衝刺排位賽中，諾里斯獲得第六名，里卡多獲得第七名。兩位車手都提升了一位，以第5和第6名發車。諾里斯在比賽開始時超越博塔斯，在維斯塔潘和漢米爾頓相撞後上升至第三名，前者撞車退賽。他以第四名完賽，但在緩慢的進站讓博塔斯超越他後感到失望。里卡多上升到第五名，在塞恩斯都完成了預定的進站後與他纏鬥。 諾里斯在車手排行榜中上升到第三位。賽后，諾里斯說法拉利 SF21是比MCL35M更快的賽車，並指出SF21的輪胎管理和高溫性能優於麥拉倫。
麥拉倫在匈牙利大獎賽上對MCL35M進行了最後一次重大升級，以專注於下年的賽車；升級包括經過修改的引流板。諾里斯在排位賽中獲得第六名，里卡多獲得第11名。兩位車手都有好的起步：諾里斯在第一個彎道上升至第三位，但被博塔斯從後面擊中，然後與維斯塔潘相撞。與此同時，斯托爾與里卡多和勒克萊爾相撞。博塔斯和斯托爾都將在下一場比賽中罰退5位，並被罰2個超級駕照積分。兩輛MCL35M均遭受重創，諾里斯在紅旗期間退賽，成為自2020年埃菲爾大獎賽以來麥拉倫車隊首次退賽，並結束了他的15場比賽連續得分紀錄。據估計，里卡多賽車的損傷使他每圈損失了大約 0.8 秒。 他以第12名完賽，在維特爾被取消資格後升至第11名，使匈牙利大獎賽成為車隊在17場大獎賽以來第一場零分比賽。法拉利在車隊排行榜積分上與麥拉倫同分。里卡多在車手排行榜中被加斯利超越，排名第八。
在匈牙利大獎賽之後，麥拉倫留在賽道，參加了倍耐力2022年輪胎測試。里卡多和諾里斯在測試時都開著一輛MCL35M的複製品，重點測試軟胎。
在比利時大獎賽 上，MCL35M引入了新的刹車導管。賽車在下雨的排位賽中表現出色，里卡多獲得了第四名，這是他在車隊中的最好成績。諾里斯在 Q1 和 Q2 造出了最快的時間，但在Eau Rouge彎道失去了對他的汽車的控制並且失控撞墻，結束了他的排位賽並損壞了他的變速箱。 在上一場比賽對博塔斯的處罰和諾里斯更換變速箱後，他在第十五位開始了比賽。大雨阻止了比賽的開始，在大獎賽被取消之前，在安全車的情況下完成了三圈，並在第一圈結束時得出了結果。因此，里卡多以第四名完賽，是他在麥拉倫的最好成績，諾里斯以第十四名完賽。並只授予半分，使麥拉倫從法拉利搶回第三名。
里卡多在荷蘭大獎賽獲得第十名，而諾里斯因紅旗失去最後一次造排位時間，在第二季度被淘汰，這是他在2021年第一次未能進入Q3，排第十三位。里卡多的賽車在開賽時出現了離合器故障，導致他在第一圈失去位置。兩位車手都在努力爭取更高的位置，諾里斯以第十名完賽，里卡多以第十一名完賽。諾里斯在車手排行榜中從第三名跌至第四名，里卡多從第八名跌至第九名，而車隊在車隊排行榜中再次被法拉利超越。
MCL35M在意大利大獎賽使用了了低下壓力，並帶有改進了前尾翼。諾里斯在本賽季的第二次沖刺排位賽中獲得第四名，而里卡多則獲得第五名。在衝刺排位賽中，里卡多上升到第三位，在排位賽第一位車手博塔斯受到引擎處罰後，兩位車手都被提升了一個位置。在比賽中，里卡多在進入第一個彎道超越維斯塔潘，而諾里斯則要防守漢米爾頓。在第一次進站後，維斯塔潘和漢米爾頓發生了碰撞，讓麥拉倫車隊可以挑戰勝利。里卡多在最後一圈獲得了比賽的最快圈，帶領諾里斯完成了麥拉倫自2010年加拿大大獎賽以來的第一個1-2位完賽，以及自2012年巴西大獎賽以來的首場胜利。里卡多在車手排行榜中重新返回第八名，而麥拉倫在車隊排行榜中重新獲得第三名。MCL35M 是唯一一輛在2021賽季取得 1-2 完賽的賽車。

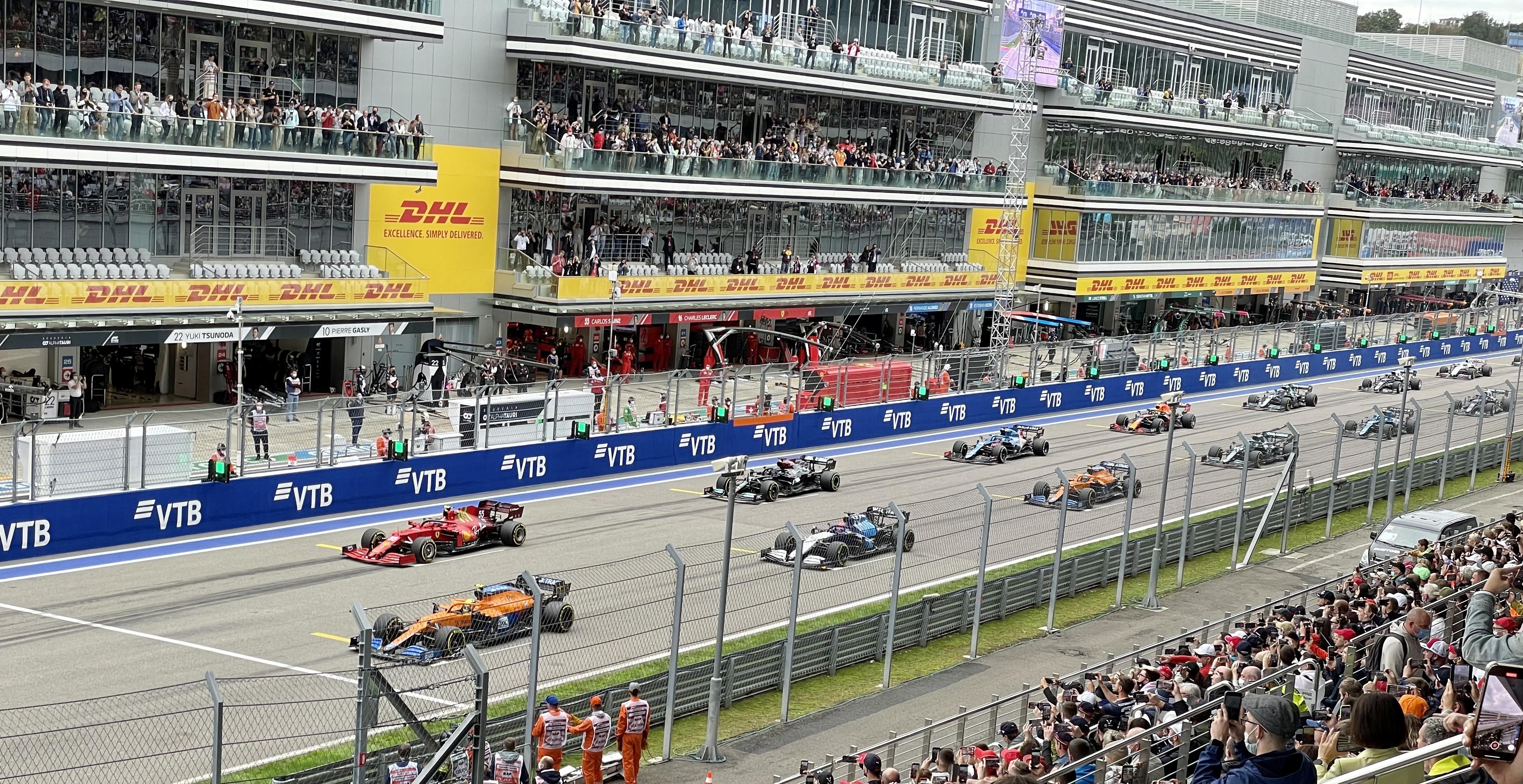
諾里斯在俄羅斯大獎賽的一級方程式職業生涯中首次登上杆位。里卡多排在第五位。

里卡多在俄羅斯大獎賽的自由練習中遇到了動力單元故障，需要更換舊引擎。該車使用了高下壓力空氣動力學套件。 諾里斯在他的職業生涯中首次獲得杆位，而里卡多則以第五名起步。儘管在首圈被塞恩斯超越，但其後諾里斯重新奪回了領先優勢，並領跑了比賽。還剩九圈，漢米爾頓向諾里斯發動進攻。儘管賽道已經乾涸，但在還剩六圈時開始下小雨。還剩四圈時，車隊建議諾里斯從硬胎換成半雨胎，諾里斯拒絕了，他後來說這個決定“在當時的條件下是正確的”，但最終“讓我們付上了一切”，因為他在進站時滑出賽道並跌至第七位。賽德爾、諾里斯和漢米爾頓都說這個結果最終並不能反映MCL35M在賽道上的速度和潛力，諾里斯獲得了比賽的最快圈速。
然而，里卡多更早地更換了半雨胎，並獲得了第四名。

#### 季尾
麥拉倫在土耳其大獎賽中使用了高下壓力套件和雙 T 翼，諾里斯排位賽獲得第八名，里卡多獲得第十六名。兩人都因對其他車手的罰退而被提升到發車位，但諾里斯表示，MCL35M在賽道上“不容易駕駛”，而里卡多表示他“今天並不處於最佳地位” .麥拉倫決定更換里卡多賽車上的幾個引擎部件，這引發了車隊本賽季的第一個部件處罰，並將他排在了發車區的後面。諾里斯以第七完賽，里卡多以第十三完賽。
里卡多在美國大獎賽排位賽中獲得第七名，諾里斯獲得第八名，由於博塔斯再次受到引擎罰退，兩人都被提升了一個位置。兩位車手都表示，他們很驚訝比兩位法拉利車手的速度快。 里卡多以第五名完賽。諾里斯以第八名完賽，稱他的表現“令人失望”，在車手排行榜中佩雷斯超越。
該車配備了用於墨西哥城大獎賽的高下壓力尾翼和 T 翼。里卡多在自由練習中因受到變速箱問題，失去許多練習時間。里卡多排在第七位，麥拉倫使用諾里斯來給里卡多提供協助。因為諾里斯的車配備了多個新的動力單元元件，需要諾里斯從發車區後排開始。結果，原本排位第10的諾里斯，要從第18位開始了。里卡多有很好的起步，並與杆位的博塔斯並肩跑進一號彎，但兩人相撞並掉到後面。里卡多在處理他MCL35M的損壞後以第12名完賽，而諾里斯則以第10名完賽。麥拉倫在車隊排行榜中被法拉利超越。
諾里斯和里卡多在聖保羅大獎賽上分別獲得本賽季第三場最後一場衝刺排位賽資格賽的第八和第九名，但由於漢米爾頓的取消資格，他們都被提升了一個位置。在衝刺排位賽中，諾里斯升至第六位，而里卡多則跌至第十一位。
由於漢米爾頓的動力裝置罰退，諾里斯被提升了一個位置。比賽開始時，諾里斯與塞恩斯發生碰撞，爆胎使他跌至最後一名。他以第十名完賽，而里卡多則因動力裝置故障而退賽。
在首屆卡塔爾大獎賽中，諾里斯在排位賽獲得第六名（在受到罰站處罰後晉升至第四名），里卡多獲得第十四名。在比賽中，諾里斯在輪胎爆胎之前排名第四，最終以第九名完賽。里卡多在他的MCL35M上因系統錯誤影響燃料使用量而以第12名。塞德爾表示，墨西哥、聖保羅和卡塔爾的三連賽結果令人失望，因為車隊認為這款賽車與法拉利的SF21相比仍然具有競爭力。
諾里斯在第一屆沙特阿拉伯大獎賽排位賽中獲得第七名，里卡多第十一名，後者遭受了底板損壞。塞德爾表示，車隊的表現低於預期，因為吉达滨海赛道的彎道主要是中速，而不是預期的高速。比賽期間，諾里斯在第一個紅旗前進站，因此失去了所有在重新開始時尚未進站的車手的位置。他在第14名重新開始，並以第10名完賽。里卡多處於相反的情況，並以第五名完賽。諾里斯在車手排行榜中輸給了勒克萊爾第五名，跌至第六名。
MCL35M為阿布扎比大獎賽提供了一次性的Vuse塗裝（參見§ 2021賽車塗裝）。諾里斯在排位賽中獲得第三名，里卡多獲得第十名。諾里斯起步不佳，失去了兩個位置，但一直保持在第五名，直到遇到緩慢的爆胎和變速箱問題；他以第七名完賽。 里卡多以第十二名完賽，在虛擬安全車期間失去位置。諾里斯在車手排行榜中，里卡多則以第八名完成賽季，麥拉倫在車隊排行榜中獲得第四名。隨著2022年新一代賽車的推出，這場比賽是MCL35M的最終一站。
麥拉倫在阿布扎比大獎賽后參加了在亞斯碼頭賽道的季后倍耐力測試。與季內測試不同，使用的輪胎是最終確定在下賽季使用的的合成物。里卡多和諾里斯駕駛基於MCL35M的模型車來測試 2022年的化合物。帕托·奧沃德，Arrow McLaren SP的印第賽車系列車手之一，在季後年輕車手測試測試了MCL35M。

## 完整一級方程式參賽記錄

### 2020（MCL35）
(賽果底色示意列表)

粗體－桿位 斜體－最快圈速 * – 賽季進行中 

† –  車手未完成賽事，但已完成90%的原定賽程，因而有排名 

‡ –  由於未完成預定距離的75％，因此該場比賽只能獲得一半積分 

| 奧     |             | 匈                    | 英 | 周年 | 西              | 比 |   | 托 | 俄 | 艾費 | 葡 | 艾米 | 土 | 巴林 | 薩  | 阿  |    |   |   |   |    |   |     |      |
| 2020年 | 麥拉倫MCL35 | 雷諾E-Tech 20 1.6V6 t | P  |      |                 |    |   |    |    |      |    |      |    |      |     |     |    |   |   |   |    |   |     |      |
| 2020年 | 麥拉倫MCL35 | 雷諾E-Tech 20 1.6V6 t | P  | 4    | 蘭多·諾里斯     | 3  | 5 | 13 | 5  | 9    | 10 | 7    | 4  | 6    | 15  | Ret | 13 | 8 | 8 | 4 | 10 | 5 | 202 | 季军 |
| 2020年 | 麥拉倫MCL35 | 雷諾E-Tech 20 1.6V6 t | P  | 55   | 小卡洛斯·塞恩斯 | 5  | 9 | 9  | 13 | 13   | 6  | DNS  | 2  | Ret  | Ret | 5   | 6  | 7 | 5 | 5 | 4  | 6 | 202 | 季军 |
| 來源:  |             |                       |    |      |                 |    |   |    |    |      |    |      |    |      |     |     |    |   |   |   |    |   |     |      |

### 2021（MCL35M）
(賽果底色示意列表)

粗體－桿位 斜體－最快圈速 * – 賽季進行中 

† –  車手未完成賽事，但已完成90%的原定賽程，因而有排名 

‡ –  由於未完成預定距離的75％，因此該場比賽只能獲得一半積分 

| 年份   | 底盤         | 動力單元（Power unit）          | 輪胎 | 車號 | 車手          | 大獎賽 | 大獎賽 | 大獎賽 | 大獎賽 | 大獎賽 | 大獎賽 | 大獎賽 | 大獎賽 | 大獎賽 | 大獎賽 | 大獎賽 | 大獎賽 | 大獎賽 | 大獎賽 | 大獎賽 | 大獎賽 | 大獎賽 | 大獎賽 | 大獎賽 | 大獎賽 | 大獎賽 | 大獎賽 | 積分 | 名次 |
| ------ | ------------ | ------------------------------- | ---- | ---- | ------------- | ------ | ------ | ------ | ------ | ------ | ------ | ------ | ------ | ------ | ------ | ------ | ------ | ------ | ------ | ------ | ------ | ------ | ------ | ------ | ------ | ------ | ------ | ---- | ---- |
| 年份   | 底盤         | 動力單元（Power unit）          | 輪胎 | 車號 | 車手          | 巴林   | 艾米   | 葡     | 西     | 摩     |        | 法     | 施     | 奥     | 英     | 匈     | 比‡    | 荷     |        | 俄     | 土     | 美     | 墨     | 圣     | 卡     | 沙     | 阿布   | 積分 | 名次 |
| 2021年 | 麥拉倫MCL35M | 梅賽德斯F1 M12 EQ Power+ 1.6V6t | P    |      |               |        |        |        |        |        |        |        |        |        |        |        |        |        |        |        |        |        |        |        |        |        |        |      |      |
| 2021年 | 麥拉倫MCL35M | 梅賽德斯F1 M12 EQ Power+ 1.6V6t | P    | 3    | 丹尼尔·里卡多 | 7      | 6      | 9      | 6      | 12     | 9      | 6      | 13     | 6      | 5      | 11     | 4      | 11     | 13     | 4      | 13     | 5      | 12     | Ret    | 12     | 5      | 12     | 275  | 第4  |
| 2021年 | 麥拉倫MCL35M | 梅賽德斯F1 M12 EQ Power+ 1.6V6t | P    | 4    | 蘭多·諾里斯   | 4      | 3      | 5      | 8      | 3      | 5      | 5      | 5      | 3      | 4      | Ret    | 14     | 10     | 2      | 7      | 7      | 8      | 10     | 10     | 9      | 10     | 7      | 275  | 第4  |
| 來源:  |              |                                 |      |      |               |        |        |        |        |        |        |        |        |        |        |        |        |        |        |        |        |        |        |        |        |        |        |      |      |

## 備注
1. ↑  相比之下，梅賽德斯M11[48]和本田RA620H[49]在奧地利大獎賽皆獲得更新，而法拉利065沒有得到任何升級。[50]
2. ↑  T 翼是一個較小的副翼，連接到後發動機罩以改善後翼和擴散器的氣流。[67]
3. ↑  相比之下，本田 RA621H 和法拉利 065/6 分別都在比利時和土耳其大獎賽獲得了賽季升級，而雷諾 E-Tech 21 則沒有。[224][225]
4. ↑  Z形切口去除賽車地板邊緣的一部分，旨在在地板邊緣產生渦流以增加汽車下方的負壓。這增加了地板產生的下壓力，減少了由於2021年法規變化而損失的下壓力。[247]
5. ↑  俯仰敏感度是指在剎車時賽車的行駛高度發生變化時，由於下壓力不平衡而引起的汽車不穩定。

## 外部連結
- 麥拉倫官方網站 （页面存档备份，存于）
- 在StatsF1上麥拉倫MCL35的記錄 （页面存档备份，存于）
- 在StatsF1上麥拉倫MCL35M的記錄 （页面存档备份，存于）